# Saxifraga imparilis
Saxifraga imparilis là một loài thực vật có hoa trong họ Saxifragaceae. Loài này được Balf. f. miêu tả khoa học đầu tiên năm 1916.